# Тед Кочев
Уилям Теодор Кочев по-известен като Тед Кочев (на английски: Ted Kotcheff) е канадски режисьор от български произход. През март 2016 г. той получава българско гражданство.

## Биография
Тед Кочев е роден като Величко Тодор(ов) Кочев (Цочев) в Торонто, Канада на 7 април 1931 г. Потомък е на български емигранти: баща му е родом от Пловдив, а майка му е от Въмбел, Южна Македония, но след Илинденското въстание, семейството ѝ бяга в България и тя израства във Варна. Родителите му се запознават в Канада по време на демонстрация през Голямата депресия и по-късно сключват брак, но се развеждат, докато Тед е дете.
Тед Кочев започва да режисира за канадската телевизия на 24-годишна възраст. По-късно се премества във Великобритания, където работи за телевизия Ей Би Си, режисира театрални пиеси и филми за големия екран. Неговият филм „Two gentelmen sharing“ е първият британски филм, избран за международния кинофестивал във Венеция. Следващият му филм „Wake in Fright“ (познат и като „Outback“), заснет в Австралия, и до днес се смята за един от най-добрите австралийски филми и става първият австралийски филм на кинофестивала в Кан. През 1972 г. Тед Кочев се завръща в Канада, за да заснеме „Apprenticeship of Duddy Kravitz“, с който филм печели наградата „Златна мечка“ на Берлинския филмов фестивал и е номиниран за „Оскар“ за най-добър сценарий. Тед Кочев прави множество филми за телевизията и киното както в Канада, така и в САЩ. Известен е с „почетни“ появи като третостепенни персонажи в повечето свои филми. Измежду най-касовите му филми са „Рамбо: Първа кръв“ със Силвестър Сталоун, комедията „Уикендът на Бърни“ и др.
Тед Кочев умира на 10 април 2025 година в Нуево Наярит, Наярит, Мексико от сърдечна недостатъчност.

## Личен живот
Кочев живее в Бевърли Хилс със съпругата си Лейфън (моминско име Чън). Те имат две деца: Александра, режисьор, и Томас, композитор и пианист. Тед има три деца от предишния си брак с актрисата Силвия Кей: Аарон, Катрина и Джошуа. Тед Кочев е вегетарианец.
През февруари 2016 г. Кочев подава молба за българско гражданство чрез българското консулство в Лос Анджелис, и го получава по време на посещението си в България през март.
Заради отчасти македонския си произход, Кочев е член на борда на директорите на Македонския художествен съвет в САЩ. Според Кочев няма разлика между македонци и българи. Той казва: „Обичам България”, „Българите са моите хора” и „Винаги съм се чувствал българин”.
През октомври 2022 година Тед Кочев е удостоен с голямата награда на българското Генерално консулство в Лос Анджелис за своята голяма значимост и принос към българската общност.

## Филмография
Режисьор (филми):
- Стрелецът (Hidden Assassin) (1995)
- Старци (Folks!) (1992)
- Уикендът на Бърни (Weekend at Bernie's) (1989)
- Хората от Севера (Winter People) (1989)
- Смяна на каналите (Switching Channels) (1988)
- Джошуа, тогава и сега (Joshua Then and Now) (1985)
- Необикновена храброст (Uncommon Valor) (1983)
- Split Image (1982)
- Рамбо: Първа кръв (1982)
- North Dallas Forty (1979)
- Who Is Killing the Great Chefs of Europe? (1978)
- Купон с Дик и Джейн (Fun with Dick and Jane) (1977)
- The Apprenticeship of Duddy Kravitz (1974, награда „Златна мечка“ на Берлинския филмов фестивал)
- Били две шапки (Billy Two Hats) (1974)
- Wake in Fright (Outback) (1971)
- Two Gentlemen Sharing (1969)
- Живот на върха (Life at the Top) (1965)
- Tiara Tahiti (1962)

Режисьор (телевизионни продукции):
- Закон и ред: Специални разследвания (Law & Order: Special Victims Unit) (1999)
- Crime in Connecticut: The Story of Alex Kelly (1999)
- Buddy Faro (1998)
- Borrowed Hearts (1997)
- A Husband, a Wife and a Lover (1996)
- Family of Cops (1995)
- Red Shoe Diaries|Red Shoe Diaries 5: Weekend Pass (1995)
- Love on the Run (1994)
- What Are Families for? (1993)
- Red Shoe Diaries|Red Shoe Diaries 3: Another Woman's Lipstick (1993)
- Edna, the Inebriate Woman (1971)
- The Human Voice (1967)
- Lena, O My Lena (1960)
- After the Funeral (1960)
- No Trams to Lime Street (1959)
- Underground (1958)
- On Camera (1954)